# Ергономия
Ергономията (от гръцката дума ергон, която означава работа, а номос означава природен закон) е комплексна наука, която изучава човека и неговия труд, като изследва техническите аспекти на връзката между работниците, работната среда и взаимоотношението между тях (на информационно и физическо ниво).
Eргономията е наука за улеснение на труда чрез адаптиране характеристиките на трудовия процес към човешките възможности, а не обратното.
Тя е пресечна точка на няколко други научни дисциплини: физиология, социология, инженерни науки, трудова хигиена, професионална патология. Ергономията е теоретична основа на организацията на труда.
Задача на ергономията е оптимизирането на системата „човек – машина – работна среда“. В това число приспособяване към физиологичните и психични (когнитивни) възможности на човека по отношение на:
- работните машини, съоръжения и инструментариум,
- факторите на трудовия процес,
- условията на труд и работната среда: микроклимат и пространство, работна поза, мебели.

## Възникване
Фредерик Тейлър (1856-1915) - „Баща на научното управление на труда“